# Episodi di Yu Yu Hakusho
La serie animata Yu Yu Hakusho (inizialmente intitolata in Italia solo Yu Yu, e pubblicata da DeAgostini col titolo Yu Yu Hakusho - Ghost Files), ispirata al manga Yu degli spettri e prodotta nel 1992 da Studio Pierrot conta di 112 episodi trasmessi in Giappone su Fuji Television a partire dal 10 ottobre 1992. La serie è divisa in quattro archi narrativi e le ultime due si intersecano nel momento in cui finisce quella di Sensui e comincia quella dei tre re (episodi 92-94).
In Italia i primi due archi narrativi sono stati trasmessi in prima TV su LA7 dal 25 giugno 2001, mentre il terzo e il quarto sono stati trasmessi (in seguito alle repliche dei primi due) su MTV dal 1º febbraio 2006.

## Lista episodi
| Nº                                                      | Titolo italiano Giapponese 「Kanji」 - Rōmaji | In onda           | In onda          |
| Nº                                                      | Titolo italiano Giapponese 「Kanji」 - Rōmaji | Giapponese        | Italiano         |
| Arco del detective del mondo degli spiriti (25 episodi) | |                   |                  |
| 1                                                       | Cose dell'altro mondo 「死んだらオドロいた」 - Shindara odoroita | 10 ottobre 1992   | 25 giugno 2001   |
| 1                                                       | Yusuke Urameshi è un ragazzo quattordicenne che non conduce una vita molto felice: è un tipo manesco e aggressivo, e benché sia di buon cuore la sua indole porta le altre persone a fraintenderlo e a classificarlo come un bullo vigliacco e insolente. Un brutto giorno Yusuke salva un bambino dall'essere investito da un'auto e finisce per rimanere vittima del sinistro che voleva evitare. Yusuke muore sul colpo ma la sua coscienza continua a vivere come spirito e Botan, un'agevolatrice dell'aldilà, lo informa che né la sua buona azione né la sua morte erano state previste nel mondo ultraterreno che pertanto non ha un posto riservato a lui. Botan spiega a Yusuke che potrà ritornare in vita se supererà una sfida e il ragazzo, dapprima disinteressato dalla proposta, decide di accettarla assistendo alla sua veglia funebre e al vuoto che ha lasciato la sua scomparsa nelle persone a lui care.                                                      |                   |                  |
| 2                                                       | Il re dell'inferno Jr. 「霊界のコエンマ! 復活への試練」 - Reikai no Koenma! Fukkatsu e no shiren | 17 ottobre 1992   | 2001             |
| 2                                                       | Botan accompagna Yusuke nell'aldilà al cospetto del Piccolo Enma, che fa le veci di suo padre quando lui non c'è. La prova di Yusuke sarà portare con sé un uovo che si nutrirà dello spirito delle azioni compiute dal ragazzo: se ne nascerà un demonio, questo divorerà Yusuke, e se ne nascerà un angelo, Yusuke potrà tornare in vita. Il Piccolo Enma si occuperà di non far deperire il corpo di Yusuke ma lui deve dire ai suoi cari di non cremarlo. Yusuke prova ad apparire in sogno a Keiko, la sua migliore amica per la quale ha un debole, ma ella non prende sul serio quello che le dice. Il giorno dopo Yusuke prende possesso del corpo di Kuwabara, un suo compagno di scuola attaccabrighe, per parlare di persona alla sua migliore amica, la quale lo riconosce e gli promette di prendersi cura del suo corpo. |                   |                  |
| 3                                                       | Un amico per la pelle 「追いつめられた桑原! 男の誓い」 - Oitsumerareta Kuwabara! Otoko no chikai | 24 ottobre 1992   | 2001             |
| 3                                                       | Kuwabara e la sua banda fanno a botte con dei ragazzi di un'altra scuola per difendere Keiko. Il loro professore, Akashi, viene a conoscenza dell'accaduto e per punirli nega a uno di loro il permesso di lavorare part-time, e quindi di mantenere i suoi fratelli più piccoli. Per riavere quel permesso, Kuwabara non dovrà picchiare nessuno nell'arco di una settimana e tutto il gruppo dovrà totalizzare almeno la metà dei punti nell'imminente compito in classe di biologia. Yusuke aiuta Kuwabara a ripassare gli argomenti mentre dorme facendogli raggiungere il punteggio minimo necessario. Il signor Iwamoto suggerisce al suo collega Akashi di cancellare una risposta dal foglio di Kuwabara in modo da poterlo incastrare, ma il preside Takenaka sventa l'imbroglio e costringe il professor Akashi a valutare correttamente quel compito. Alla fine l'amico di Kuwabara riottiene il permesso per lavorare e Kuwabara ringrazia Yusuke per l'aiuto donatogli. |                   |                  |
| 4                                                       | Prova d'amore 「熱き炎! 恋人のきずな」 - Atsuki honoo! Koibito no kizuna | 31 ottobre 1992   | 2001             |
| 4                                                       | Una sottoposta del Piccolo Enma chiamata Sayaka si reca sulla Terra per affiancare Yusuke durante la sua prova e indagare sul suo rapporto con Keiko. Dopo un giorno di sorveglianza, Sayaka sentenzia che Keiko è veramente innamorata di Yusuke e i suoi sforzi per tornare in vita non saranno vani. Un malintenzionato appicca un incendio in casa di Yusuke mentre la madre non c'è, e Keiko si introduce all'interno senza pensarci due volte per mettere in salvo il corpo del suo amico. La situazione peggiora e Keiko rischia la vita, così, per farla uscire indenne dalla casa in fiamme, Yusuke lancia il suo uovo e placa l'incendio. Il ragazzo ha sacrificato la sua vita per salvare quella di Keiko, ma quella sera il Piccolo Enma gli comunica che con questo gesto ha superato la prova e potrà tornare a vivere. |                   |                  |
| 5                                                       | Ritorno alla vita 「幽助復活! 新たなる使命」 - Yūsuke fukkatsu! Aratanaru shimei | 7 novembre 1992   | 2001             |
| 5                                                       | Yusuke potrà tornare a vivere solo in un determinato giorno, nel momento in cui il fluire della sua anima sarà in fase con quello del suo corpo, e dovrà chiedere a una delle tre persone che lo rivogliono al mondo di dargli la forza vitale necessaria con un bacio entro tal giorno. Keiko trascorre tutta la giornata ad assistere sua madre in ospedale e viene avvertita da Botan appena in tempo per far resuscitare Yusuke. Il giorno seguente alcuni bulli del liceo Ruygafuchi tengono in pugno Kuwabara tramite il suo gattino preso come ostaggio, ma Yusuke interviene in suo favore. Poco dopo Yusuke cattura un demonio uscito dalla bocca del capo dei bulli dopo averlo steso: si tratta di un criminale che avrebbe dovuto catturare su indicazioni di Botan. Yusuke infatti non ha chiuso i rapporti con l'aldilà. Botan e il Piccolo Enma lo informano che in futuro dovrà compiere delle missioni per loro in qualità di detective del mondo spirituale.       |                   |                  |
| 6                                                       | I tre demoni 「三匹の妖怪! 飛影・蔵馬・剛鬼」 - Sanbiki no yōkai! Hiei・Kurama・Gōki | 14 novembre 1992  | 2001             |
| 6                                                       | Yusuke torna a scuola e ricomincia subito a saltare le lezioni. Il professor Iwamoto, che lo vorrebbe espellere, ne approfitta per incolpare Yusuke del furto di alcuni oggetti dei suoi compagni di classe. Il Piccolo Enma commissiona a Yusuke il recupero dei tre tesori dell'oscurità, rubati da altrettanti criminali fuggiti nel mondo umano, e lo aiuta a scagionarsi tramite la lente spirituale che permette di vedere oltre la materia. Il Piccolo Enma inoltre spiega a Yusuke come usare il raggio astrale, sparato dalla punta dell'indice destro, per vendicarsi del professore. Yusuke insegue l'anima di un bambino mentre viene risucchiata dalla sfera famelica e si imbatte in Goki, il demone che l'ha rubata. Kurama e Hiei, gli altri ladri che erano con lui, si allontanano lasciando Goki combattere con Yusuke. Il demone si trasforma in Kyukonki assumendo più potere.                                                                                  |                   |                  |
| 7                                                       | Il segreto di Kurama 「蔵馬の秘密?! 母と子のきずな」 - Kurama no himitsu?! Haha to ko no kizuna | 21 novembre 1992  | 2001             |
| 7                                                       | Botan, dotata di un corpo umano, mette in salvo Yusuke dopo uno svenimento durante il combattimento con Goki e lo porta a casa sua. Il giorno dopo gli dà la bussola cerca demoni e l'anello astrale che potenzia il raggio astrale. Yusuke elimina con successo Goki e libera le cinque anime che aveva imprigionato, dopodiché cerca il ladro dello specchio delle tenebre ossia Kurama, anzi, è lui che si mette in contatto con Yusuke per chiedergli di aspettare tre giorni per la restituzione del tesoro. Nel giorno indicato Kurama vuole approfittare del plenilunio per sfruttare il potere dello specchio, che esaudisce un desiderio in cambio di qualcosa. Kurama vuole sacrificare la sua vita per salvare la madre adottiva che ora è malata ma lo specchio, vista la sua generosità, decide di esaudire comunque il suo desiderio senza chiedere nulla in cambio.                                                                                                   |                   |                  |
| 8                                                       | Il demone dai cento occhi 「螢子あやうし! 邪眼師・飛影」 - Keiko ayaushi! Jaganshi・Hiei | 28 novembre 1992  | 2001             |
| 8                                                       | A Yusuke resta solo da trovare il ladro del terzo tesoro magico, la spada ammazzademoni. Colui che la possiede, Hiei, prende in ostaggio Keiko e promette di liberarla solo in cambio degli altri due tesori. Yusuke dà i tesori a Hiei, che lo aspetta in un magazzino circondato da persone sotto il suo controllo grazie al suo terzo occhio. Keiko viene liberata ma anche in lei sta per aprirsi un terzo occhio, che Botan riesce temporaneamente a inibire. Yusuke nel frattempo combatte contro Hiei, il quale riesce a spostarsi molto rapidamente e a schiudere altri occhi sul suo corpo. Preso alle strette, Yusuke tenta il tutto per tutto sparando un raggio astrale che non colpisce Hiei se non di riflesso, distruggendo lo specchio delle tenebre. I tre tesori tornano all'aldilà, ma il padre del Piccolo Enma si accorge comunque dell'accaduto dalla rottura dello specchio e si limita a sculacciare il figlio senza scatenare la sua ira nel mondo terreno. |                   |                  |
| 9                                                       | La caccia comincia! 「幻海の継承者トーナメント開始」 - Genkai no keishōsha tōnamento kaishi | 5 dicembre 1992   | 2001             |
| 9                                                       | La grande maestra Genkai ha annunciato che vista la sua veneranda età sceglierà un discepolo al quale insegnare le sue conoscenze segrete. La nuova missione di Yusuke è quella di partecipare alla selezione per impedire che la vinca il demone Rando, il quale partecipa sotto un'identità segreta e ha intenzione di impadronirsi di quelle conoscenze per scopi malvagi. Anche Kuwabara, che si era presentato solo per chiedere una consulenza alla maestra, decide di partecipare alle sfide. Otto candidati, tra i quali Yusuke e Kuwabara, vengono selezionati con tre sfide che mettono alla prova il loro potere spirituale. |                   |                  |
| 10                                                      | Duello nelle tenebre 「暗闇の死闘! 桑原・霊気の剣」 - Kurayami no shitō! Kuwabara・Reiki no ken | 12 dicembre 1992  | 2001             |
| 10                                                      | I partecipanti dovranno sfidarsi a duello in un edificio completamente al buio. Durante una pausa Botan spiega a Yusuke il potere di Kazemaru di lanciare un raggio astrale con tutto il palmo della mano e si presenta a Kuwabara. Costui viene sorteggiato assieme a Musashi, che lo mette alle strette con la sua spada castigademoni, ma viene sconfitto quando Kuwabara riesce a plasmare una spada astrale da un frammento di quella dell'avversario. Yusuke deve affrontare Kibano, ma è svantaggiato perché al contrario di lui non riesce a percepire la sua presenza al buio. |                   |                  |
| 11                                                      | Una dura battaglia 「幽助苦戦! 傷だらけの反撃!!」 - Yūsuke kurusen! Kizu darake hangeki!! | 19 dicembre 1992  | 2001             |
| 11                                                      | La posizione di Kibano diviene visibile grazie a un mozzicone di sigaretta gettato da Genkai, raccolto da Yusuke e infilato nella cintura del nemico. Con questo stratagemma Yusuke riesce a colpire Genkai con un raggio astrale e ad accedere alle semifinali. Il protagonista viene subito sorteggiato assieme a Kazemaru e l'incontro si svolge all'esterno in una palude. Kazemaru usa degli shuriken che seguono il potere spirituale di Yusuke finché non lo colpiscono, quest'ultimo riesce a farli sbattere su un albero ma subisce l'esplosione che provocano all'impatto. Yusuke decide di sacrificare la sua vita per uccidere anche Kazemaru correndo verso di lui con gli shuriken che lo seguono, ma prima di raggiungerlo cade in una pozza e si salva dall'esplosione. Yusuke vince lo scontro e passa in finale, mentre Kuwabara dovrà sfidare Shorin che, secondo Botan, potrebbe essere il malvagio Rando.                                                       |                   |                  |
| 12                                                      | La sconfitta di Kuwabara 「乱童あらわる! 桑原無念の敗北」 - Randō arawaru! Kuwabara munen no haiboku | 26 dicembre 1992  | 2001             |
| 12                                                      | Shorin si dimostra all'apparenza molto scarso in quanto viene colpito ripetutamente da Kuwabara, ma alla prima occasione lancia un incantesimo che rimpicciolisce il suo avversario. Kuwabara viene stretto nelle mani di Shorin che lo tortura spezzandogli un braccio, e Yusuke fa terminare l'incontro con la sconfitta del suo amico prima che la situazione per lui peggiori. Yusuke affronta Shorin nell'incontro finale subendo e poi sfondando i suoi turbini di vento. Quando il nemico sembra essere sconfitto, egli si trasforma nel vero aspetto di Rando. |                   |                  |
| 13                                                      | Yusuke contro Rando 「幽助VS乱童 乱れとぶ妖術!!」 - Yūsuke vs. Randō midariretobu yōjutsu | 9 gennaio 1993    | 2001             |
| 13                                                      | Rando imprigiona Yusuke in una fune indistruttibile e lo dà in pasto ai pesci demoniaci di uno stagno. Lo spirito di Kuwabara raggiunge Yusuke e lo sprona a reagire: il ragazzo si libera della fune e riemerge in superficie da un altro stagno comunicante sorprendendo Rando. Entrambi lanciano un raggio astrale ma quello di Yusuke ha la meglio, tuttavia Rando invoca nuovamente l'incantesimo di rimpicciolimento che inaspettatamente gli si ritorce contro. L'incantesimo infatti può avere effetto solo a chi ne ascolta l'invocazione, e Yusuke aveva le orecchie tappate dalle alghe dello stagno. Ora che Rando si è rimpicciolito, Yusuke riesce a sconfiggerlo con una mossa semplicissima e diventa l'erede della maestra Genkai. |                   |                  |
| 14                                                      | Le Quattro Venerabili Bestie 「迷宮城の四聖獣! 霊界への挑戦」 - Meikyū shiro no shiseijū! Reikai e no chōsen | 16 gennaio 1993   | 2001             |
| 14                                                      | Dopo sei mesi di addestramento Yusuke torna a casa, ma ad aspettarlo c'è una nuova missione: le quattro venerabili bestie rivendicano l'accesso al mondo degli umani e finché non lo otterranno getteranno il caos con degli insetti parassiti che assalgono le persone depresse. Cinque di questi vengono fermati da Yusuke e Kuwabara, prima che Botan illustri loro la missione. Kuwabara decide di unirsi al suo amico nella ricerca del flauto che controlla gli insetti, che si trova nella città dei demoni, e una volta arrivati lì incontrano anche Kurama e Hiei. I quattro vengono fermati all'ingresso del castello dalla porta del tradimento, che permette il passaggio solo a coloro che tradiscono i propri compagni. |                   |                  |
| 15                                                      | Kurama contro Gembu 「美しきバラの舞! 華麗なる蔵馬」 - Utsukushiki bara no mai! Karei naru Kurama | 23 gennaio 1993   | 2001             |
| 15                                                      | Yusuke escogita un piano per liberarsi dalla porta del tradimento: Hiei che è il più veloce lascia la pressa per raggiungere la leva di disattivazione e dopo averla raggiunta bluffa per qualche minuto facendo credere anche ai suoi amici che vuole tradirli. Gli eroi proseguono con la loro missione e incontrano Gembu, la prima delle quattro venerabili bestie. Kurama decide di affrontarlo da solo con la sua frusta di rose, il cui profumo gli permette di localizzare il mostro anche quando è fuso con le rocce della caverna. Gembu è in grado di scomporsi e ricomporsi a piacimento, però Kurama gli ruba il nucleo necessario per la sua integrità e lo distrugge, sancendo così la sua sconfitta. |                   |                  |
| 16                                                      | La battaglia di Kuwabara 「伸びよ霊剣! 桑原・男の勝負」 - Tobi yo reiken! Kuwabara・Otoko no shōbu | 30 gennaio 1993   | 2001             |
| 16                                                      | Botan è in difficoltà e chiede di affrettarsi ai quattro ragazzi, i quali si trovano davanti a Byakko, la seconda venerabile bestia. Kuwabara vuole affrontarlo da solo per non essere da meno degli altri e minaccia Yusuke di ucciderlo se intervenisse. Byakko libera quattro bestie che attaccano Kuwabara al posto suo, ma egli le infilza tutte in una volta con la sua spada astrale dopo averle attirate sulla passerella ai confini dell'arena. Dopo averle legate, Kuwabara le immobilizza agganciando i due capi della spada attorno a una torre e si occupa di affrontare Byakko. Dopo ripetuti attacchi il nemico non dà segni di debolezza, anzi, come Hiei fa notare egli si rafforza grazie al potere astrale emesso dalla spada di Kuwabara. |                   |                  |
| 17                                                      | L'urlo di guerra di Byakko 「白虎・地獄の雄叫び」 - Byakko・Jigoku no otakebi | 6 febbraio 1993   | 2001             |
| 17                                                      | Kuwabara esaurisce tutta l'energia astrale che ha dandola a Byakko, che supera la sua capacità di contenimento e cade nel vuoto. Dopo pochi minuti Byakko si riprende e aspetta Kuwabara in un lago di acido incandescente, dal quale spuntano alcune piattaforme. Byakko usa la sua ruggente onda d'urto che polverizza all'istante le piattaforme che mira e isola Kuwabara, il quale si trova costretto a saltare direttamente sulla piattaforma del suo avversario aiutandosi con un'asta fatta di energia astrale. Kuwabara spinge Byakko nell'acido con un pugno e vince lo scontro. |                   |                  |
| 18                                                      | La terribile spada di Hiei 「飛影出戦! 切り裂く剣」 - Hiei shusen! Kirisaku ken | 13 febbraio 1993  | 2001             |
| 18                                                      | Seiryu è la terza venerabile bestia che gli eroi dovranno sconfiggere. Prima che il combattimento abbia luogo, Byakko si presenta al cospetto del suo amico in cerca di aiuto ma riceve una diretta dimostrazione d'odio venendo annientato all'istante. Hiei, che in passato si comportava in maniera analoga, prova un po' di compassione per Byakko e decide di affrontare personalmente Seiryu. L'avversario ha il potere di congelare le cose ma Hiei riesce a sopraffarlo con sedici colpi velocissimi fenduti con la sua spada. Suzaku, l'ultima bestia rimasta, decide di prendere di mira Keiko in quanto punto debole di Yusuke dirigendo le persone governate dai parassiti alla scuola dove al momento si trova la ragazza. |                   |                  |
| 19                                                      | Suzaku, l'ultima sfida 「最後の四聖獣・朱雀!」 - Saigo no shiseijū・Suzaku! | 20 febbraio 1993  | 2001             |
| 19                                                      | Kuwabara, Kurama e Hiei fanno salire Yusuke sulla torre dove si trova Suzaku, e restano a combattere contro gli uomini vegetali che si trovano ai suoi piedi. Yusuke lancia subito un raggio astrale ma esso viene riflesso a mani nude da Suzaku, che approfitta della spaccatura creatasi sul soffitto della torre per convogliare un fulmine contro il ragazzo usando la tecnica del tuono oscuro. Yusuke viene colpito in pieno dalla scossa elettrica ma nel suo contrattacco vi resiste con un altro raggio astrale, celato dalle sue scarpe tenute in mano durante il lancio. Intanto Botan ha raggiunto Keiko e ha scoperto che è diventata proprio lei l'obiettivo dei posseduti, così l'aiuta a evitarli. |                   |                  |
| 20                                                      | Tecniche segrete 「奥義激突! 七人の朱雀」 - Okugi gekitotsu! Shichi nin no Suzaku | 27 febbraio 1993  | 2001             |
| 20                                                      | Botan e Keiko, scappando dagli uomini posseduti, si rifugiano in un'aula della scuola. I nemici riescono ad infiltrarsi ma le ragazze li superano in astuzia e se ne liberano. Nella città dei demoni, Suzaku ha dato vita a sei alter ego di sé stesso con i quali cattura Yusuke, e lo tortura con scariche elettriche e facendolo assistere alla disperata fuga di Keiko e Botan. Il ragazzo, mettendo a frutto l'allenamento fatto con la maestra Genkai, sprigiona tutto il potere che gli rimane poco prima di ricevere il colpo di grazia e si libera della prigionia. |                   |                  |
| 21                                                      | Lotta disperata 「幽助・命を賭けた反撃」 - Yūsuke・Inochi wo kaketa hangeki | 6 marzo 1993      | 2001             |
| 21                                                      | Yusuke rimasto quasi senza forze cerca di raggiungere il flauto, ma Suzaku glielo impedisce. Egli si è ripreso dall'ultimo attacco di Yusuke e lo mette nuovamente alle strette. La vista di Keiko prossima alla morte risveglia in Yusuke la forza di combattere, facendola provenire dalla sua energia vitale: il flauto viene distrutto dal potere di Yusuke e anche Suzaku viene preso in pieno. Quest'ultimo, in fin di vita, ammette di aver sbagliato a sottovalutare il potere dei sentimenti umani. Kuwabara, Kurama e Hiei tornano nel mondo terreno accompagnando Yusuke ormai stremato. Keiko, dopo aver saputo del ruolo del suo amico da Botan, si fa promettere dal ragazzo di informarla ogni qualvolta dovrà affrontare un nuovo pericolo. |                   |                  |
| 22                                                      | Yukina, la bella dama triste 「悲しみの美少女・雪菜」 - Kanashimi bishōjo・Yukina | 13 marzo 1993     | 2001             |
| 22                                                      | Hiei consegna a Yusuke una videocassetta da parte del Piccolo Enma. Nel nastro sono registrate le informazioni della sua prossima missione: una ragazza di nome Yukina, proveniente dalla terra dei ghiacci, è prigioniera del gioielliere Gonzo Tarukane che sta guadagnando un capitale vendendo le sue lacrime tramutate in perle. Yukina è anche la sorella di Hiei e Yusuke ha il compito di liberarla; anche Kuwabara che si era dimostrato stanco dei pericoli dell'aldilà si unisce alla missione dopo essersi innamorato di Yukina. Dopo alcuni giorni che Yukina non piange più, Tarukane assolda i fratelli demoni Toguro per farle uscire altre lacrime. Yusuke, Kuwabara e Botan si recano sulle montagne indicate dal video messaggio e uccidono la guardia della proprietà di Tarukane. |                   |                  |
| 23                                                      | I fratelli Toguro, messaggeri dell'oscurità 「闇の使者! 戸愚呂兄弟」 - Yami no shisha! Toguro kyōdai | 20 marzo 1993     | 2001             |
| 23                                                      | Yusuke, Botan e Kuwabara proseguono verso la casa di Tarukane ma solo Kuwabara riesce a trovare la strada giusta seguendo il filo del destino che lo lega a Yukina, e Hiei segue il gruppo di nascosto. Nel frattempo Tarukane segue comodamente l'avanzata dei ragazzi assieme ai suoi soci del Nero Nero Club, ai quali propone di scommettere se vinceranno o meno contro i numerosi demoni posti sul percorso, convinto che, non conoscendo le abilità dei ragazzi, scommetteranno sulla vittoria dei demoni. I soci fanno esattamente così, ad eccezione di Sakyo che punta un capitale sui ragazzi. La giovane squadra entra nel palazzo di Tarukane e si trova a scontrarsi con Miyuki, la prima componente del trio dei demoni dei fratelli Toguro. |                   |                  |
| 24                                                      | Il trio dei demoni 「恐ろしき強敵! 三鬼衆」 - Osoroshiki kyōteki! Sankishū | 27 marzo 1993     | 2001             |
| 24                                                      | Yusuke e Kuwabara sconfiggono uno dopo l'altro il trio dei demoni composto da Miyuki, Inmaki e Gokumonki e si addentrano nel palazzo di Tarukane. Sakyo scommette ancora delle cifre altissime sui ragazzi, che presto dovranno scontrarsi direttamente con i fratelli Toguro. Tarukane ordina loro di far uscire Yukina dalla sua cella e Kuwabara si connette telepaticamente con lei, si dirige verso il luogo in cui si trova ma viene fermato dai fratelli Toguro. |                   |                  |
| 25                                                      | La forza dell'amore 「燃えろ桑原! 愛の底力」 - Moero Kuwabara! Ai no sokojikara | 10 aprile 1993    | 2001             |
| 25                                                      | Il maggiore dei fratelli Toguro aumenta la sua forza muscolare e usa suo fratello, in grado di mutare forma, come spada e scudo. I due nemici torturano Yusuke e Kuwabara finché questi ultimi non escogitano un piano per metterli fuori gioco, sfruttando le forze di entrambi. I soci di Tarukane lo abbandonano in balia dei suoi debiti di gioco, e mentre costui pensa di scappare arriva Hiei a impedirglielo con la forza. Yukina prega suo fratello di non ucciderlo e Hiei acconsente, ma quando gli chiede di presentarsi non le rivela di essere imparentato con lei. Yukina corre da Kuwabara per curare le sue ferite e il ragazzo la implora di non odiare il genere umano, nonostante sia stato la causa dei suoi mali. |                   |                  |
| Arco del torneo delle arti marziali nere (41 episodi)   | |                   |                  |
| 26                                                      | Il ritorno dei fratelli Toguro 「暗黒武術会への招待者」 - ankoku takeshi jutsu ahe no shōtaisha | 17 aprile 1993    | 2001             |
| 27                                                      | Il torneo delle Arti Marziali Nere 「死の船出！地獄の島へ」 - shino funade! jigoku no shima he | 24 aprile 1993    | 2001             |
| 28                                                      | La prima battaglia 「小さな強敵！鈴駒の秘技」 - chiisa na kyōteki! suzu koma no higi | 1º maggio 1993    | 2001             |
| 29                                                      | Fiori di sangue sul ring 「血の花を咲かす蔵馬！」 - chi no hana wo saka su kura uma! | 8 maggio 1993     | 2001             |
| 30                                                      | Il fuoco del drago nero 「未完の奥義・炎殺黒龍波」 - mikan no oku gi. honoo satsu kokuryū nami | 15 maggio 1993    | 2001             |
| 31                                                      | Chu e la tecnica degli ubriaconi 「よいどれ戦士！酎の酔拳」 - yoidore senshi! chū no sui kobushi | 22 maggio 1993    | 2001             |
| 32                                                      | Scontro mortale 「ナイフエッジデスマッチ」 - naifuejjidesumacchi | 29 maggio 1993    | 2001             |
| 33                                                      | La sfida degli otto finalisti 「激突！ベスト8出そろう」 - gekitotsu! besuto 8 daso rō | 5 giugno 1993     | 2001             |
| 34                                                      | Il giorno della battaglia 「勝率0.05％の死闘！」 - shōritsu 0.05 % no shitō! | 12 giugno 1993    | 2001             |
| 35                                                      | Un affascinante guerriero 「覆面の正体?!美しき戦士」 - fukumen no shōtai?! utsukushi ki senshi | 19 giugno 1993    | 2001             |
| 36                                                      | La prova di luce 「野望を粉砕！光りの洗礼」 - yabō wo funsai! hikari no senrei | 26 giugno 1993    | 2001             |
| 37                                                      | La squadra di Masho 「闇の忍・魔性使いチーム」 - yami no nin. mashō tsukai chimu | 3 luglio 1993     | 2001             |
| 38                                                      | La maschera 「蔵馬無惨！死の化粧」 - kura uma muzan! shino keshō | 10 luglio 1993    | 2001             |
| 39                                                      | La rabbia di Yusuke 「粉砕！幽助怒りの鉄拳」 - funsai! yūsuke ikari no tekken | 17 luglio 1993    | 2001             |
| 40                                                      | Jin, il maestro del vento 「風使い陣！嵐の空中戦」 - kazetsukai jin! arashi no kūchūsen | 24 luglio 1993    | 2001             |
| 41                                                      | Un risultato inaspettato 「霊光弾！意外な決着?!」 - rei hikari dan! igai na kecchaku?! | 31 luglio 1993    | 2001             |
| 42                                                      | Il prezzo dell'amore 「決死の桑原！愛の突撃」 - kesshi no kuwahara! ai no totsugeki | 7 agosto 1993     | 2001             |
| 43                                                      | Il volto del guerriero mascherato 「覆面戦士の厳しき素顔」 - fukumen senshi no kibishi ki sugao | 14 agosto 1993    | 2001             |
| 44                                                      | L'ultima prova di Genkai 「幻海からの最大の試練」 - genkai karano saidai no shiren | 21 agosto 1993    | 2001             |
| 45                                                      | L'onda del drago nero 「飛影連戦！撃て黒龍波！」 - hiei rensen! ute kokuryū nami! | 28 agosto 1993    | 2001             |
| 46                                                      | La trasformazione di Momotaro Nero 「戦慄！黒桃太郎の変身」 - senritsu! kuro momotarō no henshin | 4 settembre 1993  | 2001             |
| 47                                                      | Il leggendario Yoko Kurama 「伝説の盗賊!妖狐・蔵馬」 - densetsu no tōzoku! yō kitsune. kura uma | 11 settembre 1993 | 2001             |
| 48                                                      | Il punto di non ritorno 「闇アイテム・死出の羽衣」 - yami aitemu. shi deno hagoromo | 18 settembre 1993 | 2001             |
| 49                                                      | L'inarrestabile forza di Genkai 「残された力！幻海の死闘」 - nokosa reta chikara! genkai no shitō | 25 settembre 1993 | 2001             |
| 50                                                      | La sfida di Suzuki 「魔闘家・鈴木の挑戦！」 - ma tō ie. suzuki no chōsen! | 2 ottobre 1993    | 2001             |
| 51                                                      | Il ritorno di Toguro 「宿命の対決！戸愚呂の影」 - shukumei no taiketsu! ko gu ro no kage | 9 ottobre 1993    | 2001             |
| 52                                                      | La morte di Genkai 「幻海散る！50年目の決着」 - genkai chiru! 50 nenme no kecchaku | 16 ottobre 1993   | 2001             |
| 53                                                      | Un'altra dura prova per Yusuke 「嵐の前！悲しみを越えて」 - arashi no mae! kanashimi wo koe te | 23 ottobre 1993   | 2001             |
| 54                                                      | Lo scontro finale 「波瀾の決勝戦開始！」 - haran no kesshōsen kaishi! | 30 ottobre 1993   | 2001             |
| 55                                                      | La trasformazione 「爆烈！目覚めた妖狐」 - baku retsu! mezame ta yō kitsune | 6 novembre 1993   | 2001             |
| 56                                                      | Il disperato attacco di Kurama 「決死の蔵馬！最後の手段」 - kesshi no kura uma! saigo no shudan | 13 novembre 1993  | 2001             |
| 57                                                      | Quando Bui toglie l'armatura 「脅威！鎧を外した武威」 - kyōi! yoroi wo hazushi ta takeshi i | 20 novembre 1993  | 2001             |
| 58                                                      | Il ruggito del drago nero 「究極奥義！ほえろ黒龍波」 - kyūkyoku oku gi! hoero kokuryū nami | 27 novembre 1993  | 2001             |
| 59                                                      | L'ombra dei fratelli Toguro 「戸愚呂兄の無気味な影」 - ko gu ro ani no mu kimi na kage | 4 dicembre 1993   | 2001             |
| 60                                                      | La rabbia di Kuwabara 「怒り爆発！桑原の反撃」 - ikari bakuhatsu! kuwahara no hangeki | 11 dicembre 1993  | 2001             |
| 61                                                      | Inizia il duello fatale 「宿命の対決！嵐の大将戦開始」 - shukumei no taiketsu! arashi no taishō sen kaishi | 18 dicembre 1993  | 2001             |
| 62                                                      | Toguro al 100% 「戸愚呂100％の恐怖！」 - ko gu ro 100 % no kyōfu! | 8 gennaio 1994    | 2001             |
| 63                                                      | La triste prova di Yusuke 「幽助!限界への悲しい試練」 - yūsuke! genkai heno kanashi i shiren | 15 gennaio 1994   | 2001             |
| 64                                                      | L'ultima scintilla di energia 「死闘決着！最後のフルパワー」 - shitō kecchaku! saigo no furupawa | 22 gennaio 1994   | 2001             |
| 65                                                      | Il tramonto dell'ambizione 「闘技場と共に消える野望」 - tōgijō to tomoni kie ru yabō | 29 gennaio 1994   | 2001             |
| 66                                                      | L'espiazione di Toguro 「戸愚呂の償い・一番の望み」 - ko gu ro no tsugunai. ichiban no nozomi | 5 febbraio 1994   | 2001             |
| Arco del capitolo nero e di Sensui (28 episodi)         | |                   |                  |
| 67                                                      | Un nuovo prologo. L'inizio della nuova battaglia 「新たなるプロローグ」 - arata naru purorogu | 12 febbraio 1994  | 1º febbraio 2006 |
| 68                                                      | Scatta la trappola 「四次元屋敷にひそむ罠」 - yojigen yashiki nihisomu wana | 19 febbraio 1994  | 8 febbraio 2006  |
| 69                                                      | Il potere della parola 「禁句（タブー）のパワー！蔵馬の頭脳」 - kinku (tabu) no pawa! kura uma no zunō | 26 febbraio 1994  | 15 febbraio 2006 |
| 70                                                      | La tremenda verità 「恐るべき真実！新たな謎」 - osoru beki shinjitsu! arata na nazo | 5 marzo 1994      | 22 febbraio 2006 |
| 71                                                      | Il terrore si avvicina 「迫り来る恐怖！魔界の扉」 - semari kuru kyōfu! makai no tobira | 12 marzo 1994     | 1 marzo 2006     |
| 72                                                      | I sette avversari 「魔界の使者！七人の敵」 - makai no shisha! shichinin no teki | 19 marzo 1994     | 8 marzo 2006     |
| 73                                                      | Il diabolico dottore 「忍び寄るドクターの魔の手」 - shinobi yoru dokuta no ma no te | 26 marzo 1994     | 15 marzo 2006    |
| 74                                                      | La distruzione del territorio 「テリトリーを打ちやぶれ!!」 - teritori wo uchi yabure!! | 2 aprile 1994     | 22 marzo 2006    |
| 75                                                      | Agguato nella pioggia 「シーマン・雨に潜む罠」 - shiman. ame ni hisomu wana | 9 aprile 1994     | 2006             |
| 76                                                      | Il ritorno di Kuwabara 「桑原復活?!目覚めた力」 - kuwahara fukkatsu?! mezame ta chikara | 16 aprile 1994    | 2006             |
| 77                                                      | Un detective dal passato 「霊界探偵の黒い過去」 - rei kai tantei no kuroi kako | 23 aprile 1994    | 2006             |
| 78                                                      | All'attacco dell'angelo nero 「出撃！ダークエンジェル」 - shutsugeki! dakuenjieru | 30 aprile 1994    | 2006             |
| 79                                                      | La folle corsa di Yusuke 「幽助激走！桑原を救え！」 - yūsuke gekisō! kuwahara wo sukue! | 7 maggio 1994     | 2006             |
| 80                                                      | I bersagli di Hagiri 「刃霧の標的！死紋十字斑」 - ha kiri no hyōteki! shi mon jūji han | 14 maggio 1994    | 2006             |
| 81                                                      | Il gioco comincia 「洞窟の中のゲームワールド」 - dōkutsu no nakano gemuwarudo | 21 maggio 1994    | 2006             |
| 82                                                      | Vorresti giocare per sempre? 「ゲームマスター脅威の実力」 - gemumasuta kyōi no jitsuryoku | 28 maggio 1994    | 2006             |
| 83                                                      | L'unica scelta possibile 「残された手段！蔵馬の決断」 - nokosa reta shudan! kura uma no ketsudan | 4 giugno 1994     | 2006             |
| 84                                                      | La furia di Kurama 「蔵馬の怒り！正体は誰だ?!」 - kura uma no ikari! shōtai ha dare da?! | 11 giugno 1994    | 2006             |
| 85                                                      | Faccia a faccia 「霊界探偵・宿命の一騎討ち」 - rei kai tantei. shukumei no ichi ki uchi | 18 giugno 1994    | 2006             |
| 86                                                      | La differenza decisiva 「幽助苦戦！決定的な差」 - yūsuke kusen! ketteiteki na sa | 25 giugno 1994    | 2006             |
| 87                                                      | L'arma del Piccolo Enma 「コエンマ・覚悟の魔封環！」 - koenma. kakugo no ma fū kan! | 2 luglio 1994     | 2006             |
| 88                                                      | Il vero volto di Sensui 「仙水・解き放たれた聖光気」 - sensui. toki hōtta reta hijiri hikari ki | 9 luglio 1994     | 2006             |
| 89                                                      | Alla fine di tutto 「予感！全てが止まる時」 - yokan! subete ga toma ru toki | 16 luglio 1994    | 2006             |
| 90                                                      | L'ultimo desiderio di un amico 「友の意志を継げ！」 - tomo no ishi wo tsuge! | 23 luglio 1994    | 2006             |
| 91                                                      | Il risveglio 「覚醒の時！バトル再び」 - kakusei no toki! batoru futatabi | 30 luglio 1994    | 2006             |
| 92                                                      | Il sangue dei demoni 「究極の戦い！魔族の証」 - kyūkyoku no tatakai! ma zoku no shō | 6 agosto 1994     | 2006             |
| 93                                                      | Vincere o morire 「決着！魔界の死闘！」 - kecchaku! makai no shitō! | 13 agosto 1994    | 2006             |
| 94                                                      | Verso il domani 「エピローグ！明日へ！」 - epirogu! ashita he! | 20 agosto 1994    | 2006             |
| Arco dei tre re (18 episodi)                            | |                   |                  |
| 95                                                      | Il destino di Yusuke 「幽助の運命・危険の足音」 - yūsuke no unmei. kiken no ashioto | 27 agosto 1994    | 2006             |
| 96                                                      | Tre re infernali 「闇の訪問者・深まる謎」 - yami no hōmonsha. fukama ru nazo | 3 settembre 1994  | 2006             |
| 97                                                      | Gli amici si separano 「別れ・それぞれの旅立ち」 - wakare. sorezoreno tabidachi | 10 settembre 1994 | 2006             |
| 98                                                      | Un incontro importante 「魔界へ！父との対面」 - makai he! chichi tono taimen | 17 settembre 1994 | 2006             |
| 99                                                      | L'incubo del passato 「忘れ得ぬ記憶・誕生の時」 - wasure enu kioku. tanjō no toki | 24 settembre 1994 | 2006             |
| 100                                                     | Il segreto del terzo occhio 「明かされる邪眼の秘密」 - akiraka sareru ja me no himitsu | 1º ottobre 1994   | 2006             |
| 101                                                     | Il tradimento di un bandito 「魔界盗賊・千年目の再会」 - makai tōzoku. sennen meno saikai | 15 ottobre 1994   | 2006             |
| 102                                                     | Una segreta sete di sangue 「妖狐変化！忍び寄る殺意」 - yō kitsune henka! shinobi yoru satsui | 22 ottobre 1994   | 2006             |
| 103                                                     | La fine di un re 「父の遺言・遠い日の想い」 - chichi no yuigon. tooi nichi no omoi | 29 ottobre 1994   | 2006             |
| 104                                                     | Una proposta irresistibile 「意外な提案・魔界の変動」 - igai na teian. makai no hendō | 5 novembre 1994   | 2006             |
| 105                                                     | Inizia il torneo 「魔界大戦・予選開始!」 - makai taisen. yosen kaishi! | 12 novembre 1994  | 2006             |
| 106                                                     | Padre e figlio 「闘う親子！黄泉と修羅」 - tatakau oyako! yomi to shura | 19 novembre 1994  | 2006             |
| 107                                                     | La battaglia è il sogno del guerriero 「激闘！夢に賭けた男たち」 - gekitō! yume ni kake ta otoko tachi | 26 novembre 1994  | 2006             |
| 108                                                     | Addio al passato 「蔵馬、過去との決別」 - kura uma, kako tono ketsubetsu | 3 dicembre 1994   | 2006             |
| 109                                                     | Hiei e Mukuro 「対決！飛影とムクロ」 - taiketsu! hiei to mukuro | 10 dicembre 1994  | 2006             |
| 110                                                     | Un buon motivo per combattere 「俺の力・これが全てだ！」 - ore no chikara. korega subete da! | 17 dicembre 1994  | 2006             |
| 111                                                     | La fine del torneo 「決着！激闘の果てに」 - kecchaku! gekitō no hate ni | 24 dicembre 1994  | 2006             |
| 112                                                     | Forever Yu Yu Hakusho 「フォーエバー！幽遊白書」 - foeba! yū yū hakusho | 7 gennaio 1995    | 5 aprile 2006    |